# Campeonato Carioca Divisão de Aceso 1980
In 1980 werd het derde seizoen van de Divisão de Aceso gespeeld, het tweede hoogste niveau voor voetbalclubs uit de Braziliaanse staat Rio de Janeiro. De competitie werd georganiseerd door de FERJ en werd gespeeld van 26 oktober tot 22 november. Olaria werd kampioen.

## Eindstand
| Plaats | Club          | Wed. | W | G | V | Saldo | Ptn. |
| ------ | ------------- | ---- | - | - | - | ----- | ---- |
| 1. .   | Olaria        | 7    | 3 | 4 | 0 | 7:1   | 10   |
| 2. .   | Madureira     | 7    | 3 | 4 | 0 | 6:1   | 10   |
| 3. .   | Bonsucesso    | 7    | 4 | 1 | 2 | 14:7  | 9    |
| 4. .   | Portuguesa    | 7    | 4 | 1 | 2 | 8:5   | 9    |
| 5. .   | São Cristóvão | 7    | 2 | 3 | 2 | 5:3   | 7    |
| 6. .   | Goytacaz      | 7    | 2 | 1 | 4 | 4:7   | 5    |
| 7. .   | Friburguense  | 7    | 1 | 1 | 5 | 6:11  | 3    |
| 8. .   | Niterói       | 7    | 1 | 1 | 5 | 3:18  | 3    |

|  | Kampioen |
|  | Promotie |

### Kampioen
| Campeonato Carioca Divisão de Aceso de 1980 |
| Rio de Janeiro                              |
| ------------------------------------------- |
| OLARIA Kampioen (2° titel)                  |